# 長白山脈
長白山脈（ちょうはくさんみゃく、中国語: 长白山脉、チャンバイシャンマイ、朝鮮語: 장백산맥、チャンベクサンメク）は、中華人民共和国と朝鮮民主主義人民共和国との国境付近を走る山脈である。
最高峰は白頭山（朝鮮語名。中国語名は長白山。標高2744メートル。）。ほかに完達山、穆棱窩集嶺、老爺嶺、張広才嶺、吉林哈達嶺、老嶺などの山々がある。北東に豆満江、北西に松花江、南西に鴨緑江が流れ出る。火山活動もあり、洪水玄武岩が広く分布する。